# Sisyra panama
Sisyra panama is een insect uit de familie sponsvliegen (Sisyridae), die tot de orde netvleugeligen (Neuroptera) behoort. 
Sisyra panama is voor het eerst wetenschappelijk beschreven door Parfin & Gurney in 1956.